# Jiří Časko
Jiří Časko (* 29. ledna 1968) je bývalý český fotbalista, záložník a obránce, reprezentant Československa. Za československou reprezentaci odehrál roku 1992 jedno utkání (přátelský zápas s Polskem). V lize odehrál 183 utkání a dal 23 gólů. Hrál za Spartak Hradec Králové (1987-1990), Baník Ostrava (1990-1993) a Viktorii Žižkov (1993-1997). S Baníkem získal roku 1991 Československý pohár a s Viktorkou roku 1994 český pohár. Osmkrát startoval v evropských pohárech a dal zde jeden gól.